# Bayadera forcipata
Bayadera forcipata är en trollsländeart som beskrevs av James George Needham 1930. Bayadera forcipata ingår i släktet Bayadera och familjen Euphaeidae. Inga underarter finns listade i Catalogue of Life.